# دو هو تشوي
دو هو تشوي (بالكورية: 최두호؛ مواليد 10 أبريل 1991) هو مقاتل فنون القتال المختلطة كوري جنوبي يُنافس حاليًا في يو إف سي في فئة وزن الريشة.

## سجل فنون القتال المختلطة
| السجل المهني |        |         |
| 19 نزال      | 14 فوز | 4 خسارة |
| ضربة قاضية   | 11     | 2       |
| إخضاع        | 1      | 0       |
| قرار القضاة  | 2      | 2       |
| تعادل        | 1      | 1       |

## وصلات خارجية
- دو هو تشوي على موقع يو إف سي (الإنجليزية)
- دو هو تشوي على موقع شيردوغ (الإنجليزية)
- دو هو تشوي على موقع Tapology.com (الإنجليزية)
- دو هو تشوي على موقع IMDb (الإنجليزية)
- دو هو تشوي على موقع قاعدة بيانات الفيلم (الإنجليزية)